# Férfi 4 × 10 km-es sífutóváltó az 1936. évi téli olimpiai játékokon
Az 1936. évi téli olimpiai játékokon a sífutás férfi 4 × 10 km-es váltó versenyszámát február 10-én rendezték az Olimpiai Sístadionban. A számot a finn csapat nyerte. Magyar csapat nem vett részt a versenyen.
Először rendeztek sífutóváltó-versenyt a téli olimpia történetében.

## Végeredmény
Az időeredmények másodpercben értendők.
| Helyezés | Csapat                                                                                           | Időeredmény                                         |
| -------- | ------------------------------------------------------------------------------------------------ | --------------------------------------------------- |
| Arany    | Finnország (FIN) · Sulo Nurmela · Klaes Karppinen · Matti Lähde · Kalle Jalkanen                 | 2:41:33 42:34 39:56 39:49 39:14                     |
| Ezüst    | Norvégia (NOR) · Oddbjørn Hagen · Olaf Hoffsbakken · Sverre Brodahl · Bjarne Iversen             | 2:41:39 41:32 39:33 39:52 40:42                     |
| Bronz    | Svédország (SWE) · John Berger · Erik Larsson · Artur Häggblad · Martin Matsbo                   | 2:43:03 42:49 39:39 40:34 40:01                     |
| 4.       | Olaszország (ITA) · Giulio Gerardi · Severino Menardi · Vincenzo Demetz · Giovanni Kasebacher    | 2:50:05 43:59 40:59 41:51 43:16                     |
| 5.       | Csehszlovákia (TCH) · Cyril Musil · Gustl Berauer · Lukáš Mihalák · František Šimůnek            | 2:51:56 45:50 42:14 41:27 42:25                     |
| 6.       | Németország (GER) · Friedl Däuber · Willy Bogner · Herbert Leupold · Toni Zeller                 | 2:54:54 49:22 41:29 41:37 42:26                     |
| 7.       | Lengyelország (POL) · Michał Górski · Marian Orlewicz · Stanisław Karpiel · Bronisław Czech      | 2:58:50 46:37 42:55 44:35 44:43                     |
| 8.       | Ausztria (AUT) · Fred Rössner · Harald Bosio · Franz Gallwitz · Hans Baumann                     | 3:02:48 49:19 45:00 45:13 43:16                     |
| 9.       | Franciaország (FRA) · Robert Gindre · Fernand Mermoud · Léonce Cretin · Alfred Jacomis           | 3:03:33 47:15 46:06 44:23 45:49                     |
| 10.      | Jugoszlávia (YUG) · Leon Knap · Avgust Jakopič · Alojz Klančnik · Franc Smolej                   | 3:04:38 48:34 47:22 44:51 43:51                     |
| 11.      | Egyesült Államok (USA) · Berger Torrissen · Warren Chivers · Richard Parsons · Karl Magnus Satre | 3:06:26 49:25 44:24 45:02 47:35                     |
| 12.      | Japán (JPN) · Jamada Ginzó · Szekido Cutomu · Jamada Sinzó · Tadano Hirosi                       | 3:10:59 51:38 45:49 45:57 47:35                     |
| 13.      | Lettország (LAT) · Herberts Dāboliņš · Pauls Kaņeps · Edgars Gruzītis · Alberts Riekstiņš        | 3:26:08 54:25 50:15 48:25 53:03                     |
| 14.      | Románia (ROU) · Willi Zacharias · Iosif Covaci · Ioan Coman · Rudolf Kloeckner                   | 3:27:50 56:56 50:23 48:32 51:59                     |
| 15.      | Bulgária (BUL) · Hriszto Kocsov · Ivan Angelakov · Dimitar Kosztov · Racso Zsekov                | 3:29:39 56:56 50:23 48:32 51:59                     |
| –        | Törökország (TUR) · Reşat Erceş · Sadri Erkılıç · Cemal Tigin · Mehmut Şevket Karman             | nem ért célba 1:14:59 1:04:06 1:10:26 nem ért célba |